# Deuteronomos nigrolineata
Deuteronomos nigrolineata là một loài bướm đêm trong họ Geometridae.